# Oscar Haering
Adolph Friedrich Wilhelm Oscar Haering (* 1. Oktober 1843 in Neustrelitz; † 7. April 1931 Berlin) war ein deutscher Buchhändler und Schriftsteller.

## Leben
Oscar Haering wurde als Sohn des Regierungskopiisten Wunibald Haering (1804–1854) geboren. Sein Großvater ist der zu Neustrelitz verstorbene Porträtmaler Adolph Scharenberg (1766–1852).
Haering erlernte den Buchhandel und war in größeren Geschäften in Deutschland tätig. Oscar Haering war Mitarbeiter bei der Verlagsbuchhandlung Friedr. Vieweg und Sohn in Braunschweig (1866–1868), Gehilfe bei der Barnewitz'schen Hofbuchhandlung zu Neustrelitz (1868–1870) und Eigentümer der Sortimentsbuchhandlung Oscar Haering & Comp. in Braunschweig (1870–1876). Von 1876 bis mindestens 1890 führte er zusammen mit seinem Bruder Emil in Braunschweig den Verlag Gebrüder Haering. In den Jahren 1877 bis 1885 war Haering Mitbesitzer der Verlagsbuchhandlung Guttentag in Berlin, bevor er 1893 eine eigene Firma durch Übernahme des Verlags Zukunft von Georg Stilke mit dem Namen Verlag O. Haering in Berlin leitete. Neben seiner Tätigkeit als Buchhändler schrieb Haering Gedichte und Geschichten, auch unter dem Pseudonym Walter Reinmar.

## Werke

### Als Autor
- Weihnachtsschnee und Frühlingsglanz. Eine stille Geschichte (1872)
- Berliner Kinder – Bunte Bilder aus der Reichshauptstadt (1888)
- Geschichte der Preußischen Garde (1891) (Digitalisat)
- Gedichte (1908)
- Vom deutschen hohen Adel (1909)
- Liederheft für Volksschulen (1911)
- Die Todesstrafe (1911)
- Der Märtyrer. Eine Geschichte aus dem siebzehnten Jahrhundert (1914)
- Ein Held der Garde (1917)
- Voll Röslein blutigrot (1918)
- Georg Stilke (1872–1922). Denkschrift und Arbeitsbericht (1922)
- Der Weihnachtsstern (Magdalene Thoresen). Frei nach d. Norweg. von Oskar Häring. (1923)
- Neue Gedichte von Oskar Häring (1929)
- Die Neuordnung des deutschen Raumes und Bodens in den Jahren 1933 bis 1940 (1941)

### Als Herausgeber
- Liederheft für die oberen Klassen in vielklassigen Volksschulen, Mittelschulen und höheren Mädchenschulen. Eine Sammlung zwei- und dreistimmiger Gesänge (1885)
- Ein Held der Garde meines Neffen Kriegstagebuch und Briefe aus dem Felde (1917) (Digitalisat)